# Ruben Zackhras
Ruben R. Zackhras (Ailinglaplap, 4 dicembre 1947 – Hawaii, 1º gennaio 2019) è stato un politico marshallese, Presidente delle Isole Marshall ad interim dal 21 ottobre 2009 al 2 novembre 2009.

## Biografia
Ministro della Previdenza sociale nel governo del presidente Tomeing, dopo le dimissioni di quest'ultimo a causa del voto di sfiducia mossogli contro dal parlamento, Zackhras fu per appena undici giorni presidente provvisorio della repubblica.